# Cispia fasciata
Cispia fasciata är en fjärilsart som beskrevs av Semper 1899. Cispia fasciata ingår i släktet Cispia och familjen tofsspinnare. Inga underarter finns listade i Catalogue of Life.